# Kathedrale von Garðar

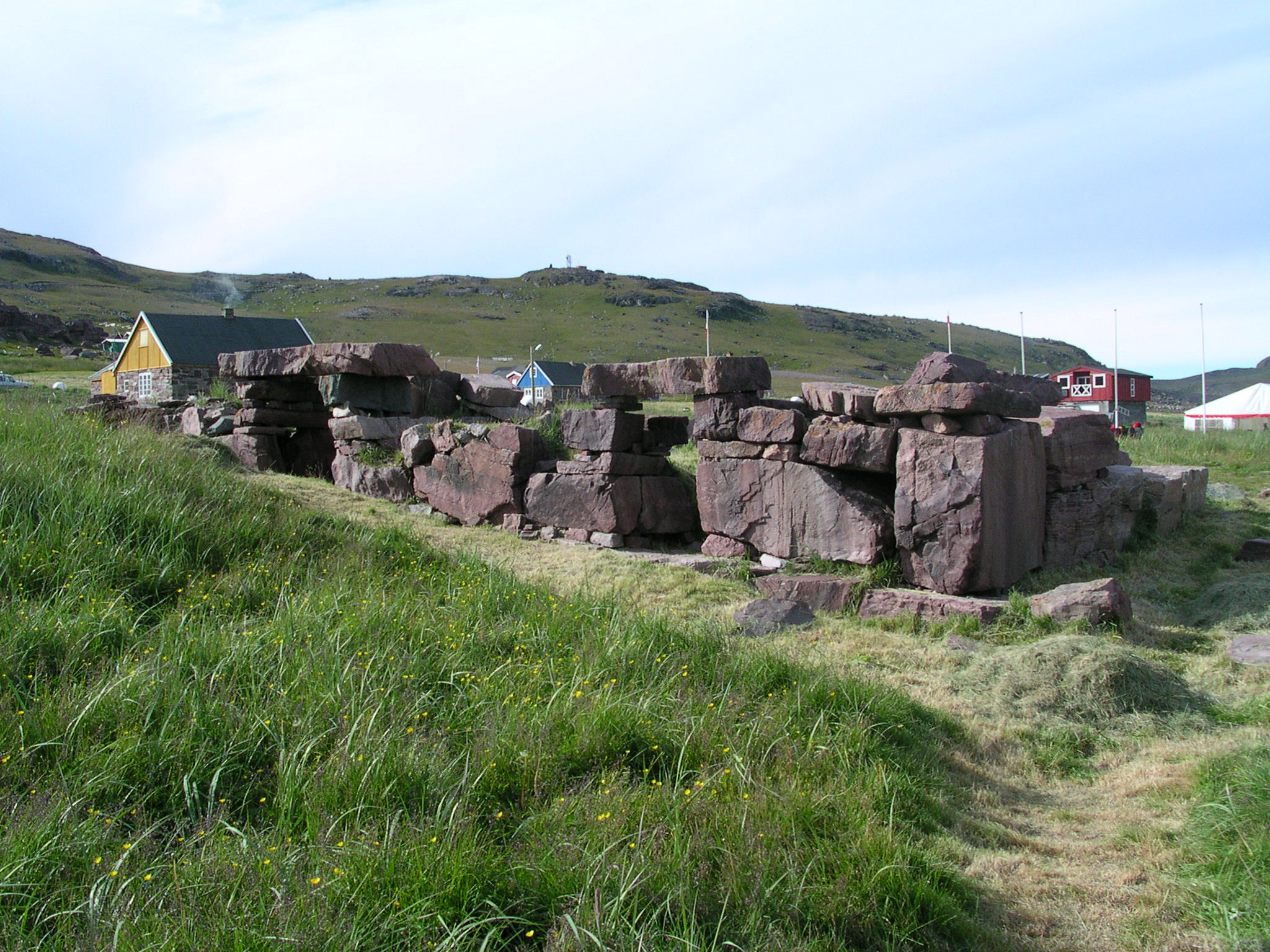
Ruine des Bischofshauses

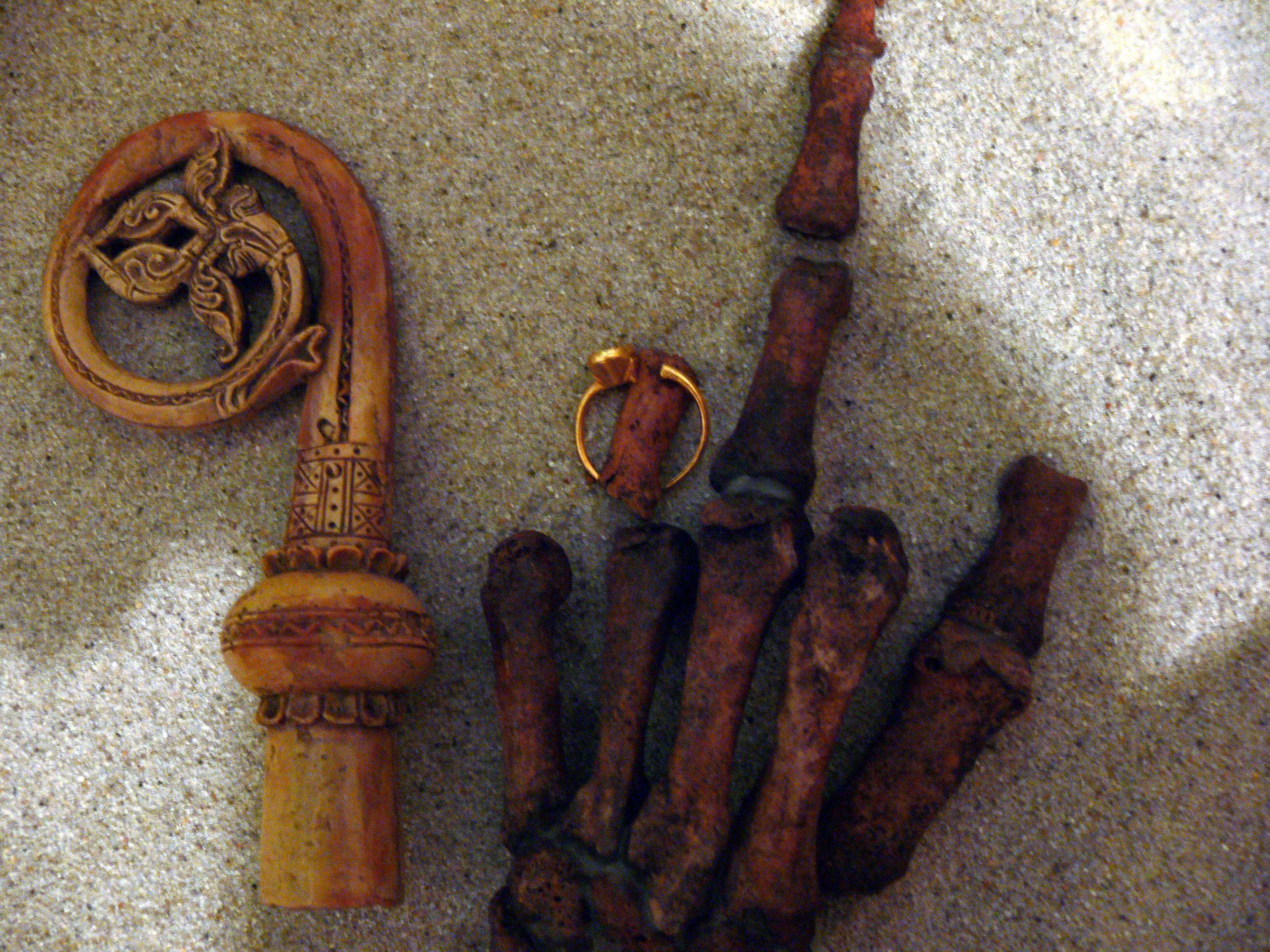
Bischofsstab und Ring von Garðar

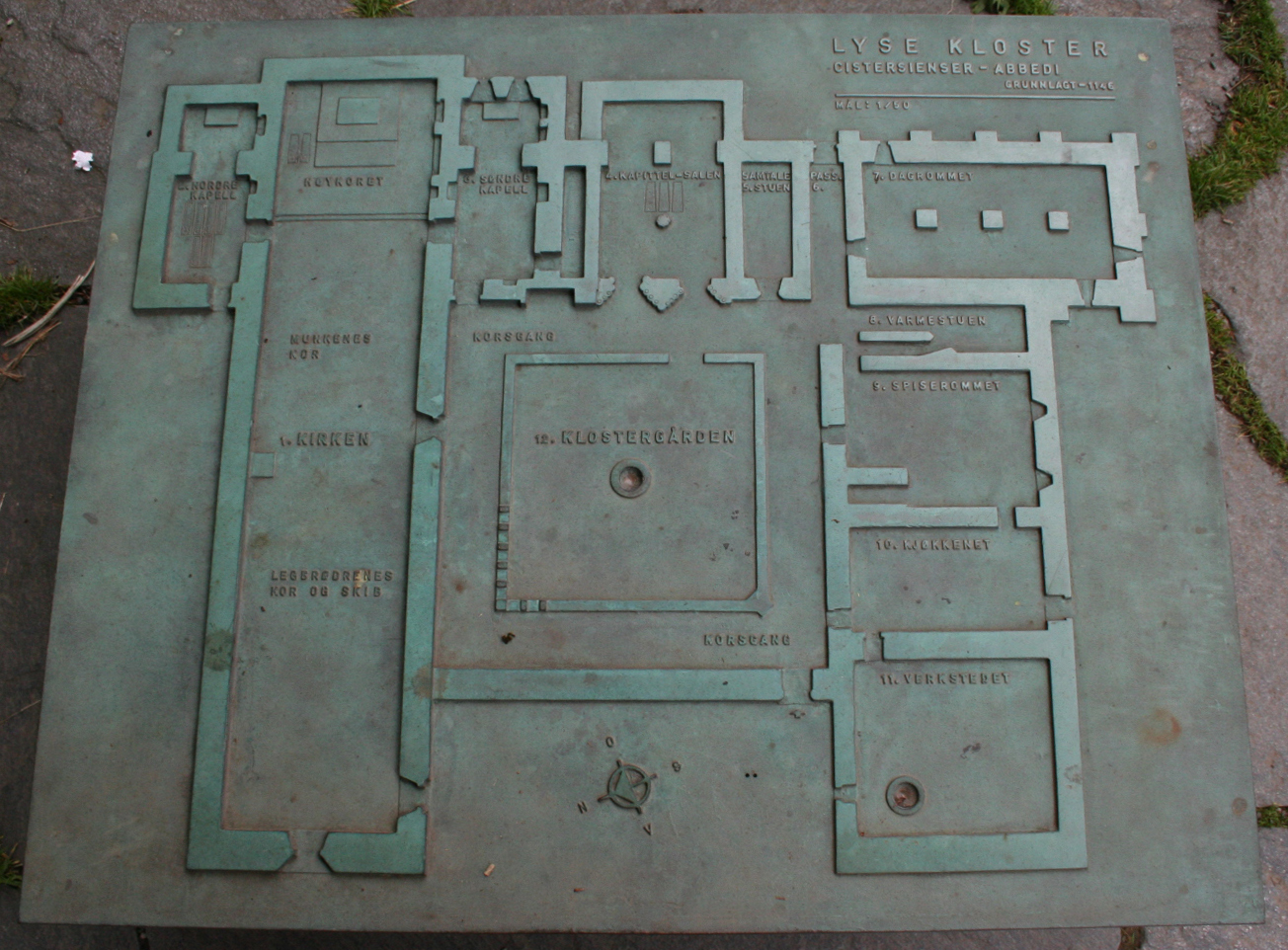
Grundriss des Lyseklosters in Norwegen, links die Kirche

Die Kathedrale von Garðar  (dänisch Garðar Domkirke) in Igaliku ist die Ruine der ehemaligen Domkirche des untergegangenen römisch-katholischen Bistums Garðar in Grönland. Das Bistum wurde 1996 als Titularbistum Gardar wiedererrichtet.

## Geschichte
Im Jahr 1124 wurde auf Wunsch König Sigurds II. Arnaldur als erster Bischof von Garðar zu den Grænlendingar nach Grönland entsandt. Er wurde von Asker, erster Erzbischof von Lund geweiht und traf 1126 in Grönland ein und wirkte dort für 24 Jahre als Bischof. Unter seinem Episkopat begann der Bau der romanischen Kathedrale von Garðar. Archäologische Ausgrabungen 1926 haben die heute noch sichtbaren Grundmauern des Gotteshauses freigelegt.
Die dem heiligen Nikolaus von Myra geweihte Kathedrale wurde aus lokalem Rotsandstein errichtet. Die Länge betrug 27 Meter, die Breite 16 Meter. Das einschiffige Langhaus war 13 Meter breit. An das Langhaus schloss sich im Osten ein quadratischer Chorraum an, dem nördlich und südlich Seitenkapellen angefügt waren. Die Kathedrale besaß somit als einzige grönländische Kirche einen kreuzförmigen Grundriss. Jedoch ragte die Ostwand des Chorraums nur wenig über die Seitenkapellen hinaus, so dass mehr der Eindruck eines Taukreuzes entsteht. Die Kirche des Lyseklosters in Norwegen weist einen nahezu identischen Grundriss auf. Auch hier ragte die Ostwand des Chors nur wenig über die Seitenkapellen hinaus. Einzig das Langhaus der Kirche war länger als das in Garðar.
Die nachgewiesene Existenz von zwei Bronzeglocken lässt darauf schließen, dass die Kathedrale einen Glockenturm hatte, der sich möglicherweise als Chorturm über dem Chorraum erhob. In der nördlichen Kapelle wurde das Grab eines Bischofs aufgefunden, vermutlich das des 1209 verstorbenen Jón Smyrill. Als Grabbeigaben wurden der Bischofsring sowie die Krümme des Bischofsstabs gefunden. Südlich der Kathedrale hat sich die Ruine des Bischofshauses erhalten.
1377 starb mit Alfus der letzte in Garðar residierende Bischof. Von 1377 bis 1530 wurden noch mindestens 18 Kleriker zu Bischöfen der bereits untergegangenen Diözese ernannt.